# حسن شهیدی
حسن شهیدی وکیل دادگستری و نماینده مردم نجف آباد در مجلس هفدهم بود.
شهید دارای مدرک حقوق جزا از دانشکده حقوق دانشگاه تهران و دانشکده حقوق قضایی پاریس و وکیل پایه یک دادگستری بود که در جریان نهضت ملی شدن نفت به عضویت فراکسیون نهضت ملی وابسته به جبهه ملی ایران در مجلس هفدهم درآمد. او در این مجلس از سوی مردم نجف آباد به نمایندگی مجلس شورای اسلامی انتخاب شده بود. شهیدی پس از کودتای ۲۸ مرداد به فعالیت‌های وکالت خود ادامه داد و در جبهه ملی دوم و چهارم و پنجم عضو شورای مرکزی بود. شهیدی در دی ماه ۱۳۹۱ فوت کرد.